# DaniLeigh
Danielle Leigh Curiel, née le 20 décembre 1994, connue professionnellement sous le nom de DaniLeigh, est une chanteuse, compositrice, rappeuse, danseuse et chorégraphe américaine.
Initialement danseuse intermittente, DaniLeigh commence sa carrière en publiant des reprises de chansons populaires sur YouTube, avant de déménager à Los Angeles, où elle danse et conçoit des chorégraphies pour d'autres artistes. Elle collabore avec Prince, sur le clip de son single Breakfast Can Wait.
En 2017, DaniLeigh signe chez Def Jam Recordings.

## Biographie
Danielle Leigh Curiel naît le 20 décembre 1994, à Miami, en Floride. Ses parents sont originaires de la République Dominicaine.
Elle danse dès l'âge de douze ans et chante dès quatorze ans. Elle se sent trop timide pour chanter devant les autres jusqu'au moment où elle reçoit des commentaires positifs. Elle publie sur You Tube des reprises vocales de chansons, telles que So Beautiful, de Musiq Soulchild et forme, avec sa sœur Amanda, elle le duo pop Curly Fryz.

## Musique
DaniLeigh déménage à Los Angeles, où elle danse pour des artistes tels que Pharrell Williams et Nelly Furtado. Alors qu'elle n'est âgée que de dix-huit ans, elle est sollicitée par Prince pour participer au clip de son single Breakfast Can Wait, qui est un succès. Prince encadre ensuite DaniLeigh jusqu'à sa mort en 2016.
En 2015, elle sort son premier single D.O.S.E., mais ce n'est qu'en 2017 qu'elle connait le succès avec son single Play, chanson d'autonomisation destinée aux femmes et aux Latinos, qui met en vedette le rappeur américano-mexicain Kap G. Elle signe avec Def Jam Recordings et sort, également en 2017, son premier EP, Summer with Friends, suivi de The Plan, en 2018, morceau sur lequel collaborent les rappeurs YG, Lil Yachty, Lil Baby et YBN Nahmir. Elle publie ensuite d'autres singles, tels que Lil Bebe, remixé avec la voix de Lil Baby, et Easy, avec celle de Chris Brown.
En 2019, elle joue dans le clip Hot Girl Summer, de Megan Thee Stallion, avec Ty Dolla Sign et Nicki Minaj. La même année, elle réalise la chorégraphie du clip BOP on Broadway, de DaBaby.
En janvier 2021, DaniLeigh présente des excuses après avoir publié sur les réseaux sociaux l'extrait d'une chanson intitulée Yellow Bone, critiquée pour sa promotion du colorisme.

## Sources d'inspiration et style musical
DaniLeigh cite Missy Elliott, Aaliyah, Drake et Rihanna comme sources d'inspiration. Sa musique est principalement de style R&B ; elle y incorpore des éléments de hip hop et de musique sud-américaine,.

## Vie privée
DaniLeigh a une fille dont le père est le rappeur DaBaby.

## Discographie

### EPs
- 2017 : Summer With Friends

### LPs
- 2017 : Summer With Friends
- 2018 : The Plan
- 2019 : My Present
- 2020 : MOVIE
- 2020 : In My Feelings

### Singles
- 2015 : D.O.S.E.
- 2017 : In My Feelings (featuring Kap G)
- 2018 : Lil Bebe (featuring Lil Baby) (RIAA : Platine[8])
- 2018 : Blue Chips
- 2018 : Life
- 2019 : No Limits
- 2019 : Easy Remix (featuring Chris Brown[9],[10]) (RIAA : 3 x Platine[8])
- 2019 : Cravin (featuring G-Eazy)
- 2020 : Levi Hight (featuring DaBaby[11])
- 2020 : Dominican Mami (featuring Fivio Foreign)